# Gopavaram
Gopavaram es una ciudad censal situada en el distrito YSR en el estado de Andhra Pradesh (India). Su población es de 22936 habitantes (2011). Se encuentra a 49 km de Kadapa.

## Demografía
Según el censo de 2011 la población de Gopavaram era de 22936 habitantes, de los cuales 11529 eran hombres y 11407 eran mujeres. Gopavaram tiene una tasa media de alfabetización del 68,16%, superior a la media estatal del 67,02%: la alfabetización masculina es del 79%, y la alfabetización femenina del 57,26%.